# Enrique Salcedo y Ginestal
Enrique Salcedo y Ginestal (Valencia 1848 - Madrid 1927), fue un médico español.

## Introducción
Enrique Salcedo y Ginestal, fue un médico español y miembro destacado del llamado Movimiento Higienista que tuvo lugar entre la segunda mitad del siglo XIX y la primera del siglo XX. Nació en Valencia, el 14 de octubre de 1848. Médico español y uno de los miembros más destacado y reconocidos de dicho Movimiento. Comendador de la Orden Civil de Alfonso XII, Caballero de la Real y Distinguida Orden Española de Carlos III y miembro de las reales academias de medicina de Madrid, Barcelona y Valencia, así como, de la Sociedad Española de Higiene y de la Academia de Higiene de Cataluña, profesor de Clínica de la Facultad de Medicina de la Universidad Central de Madrid.

## Biografía
Nació en el seno de una familia muy humilde. Sus dos progenitores murieron siendo aún muy niño, pasando a quedar bajo el amparo de la Casa Hospicio de Nuestra Señora de la Misericordia, enclavada en la antigua morería de Valencia y próxima a la iglesia de San Miguel. Allí demostró su evidente valía intelectual, realizó el bachillerato e incluso realizó los estudios de medicina en la Universidad de Valencia gracias al apoyo de benefactores que se hicieron cargo del coste de sus estudios mientras residía en dicha Casa Hospicio.
Obtuvo el grado de bachillere en 1869 cursando estudios en el Instituto de Segunda Enseñanza "Luis Vives", aún ubicado en el edificio de la Nau, en el mismo recinto de la Universidad de Valencia. Su estancia en el citado instituto fue académicamente muy provechosa para el alumno.
Al concluir sus estudios de Segunda Enseñanza, ingresó en la Facultad de Medicina de Valencia, en donde se licenció en junio de 1873. Esta etapa coincide con el llamado "Sexenio Revolucionario", época de cambios e incertidumbres que se vivieron de manera especial entre los estudiantes universitarios. La medicina en Valencia inició, coincidiendo con este período" un gran florecimiento, que se prolongó hasta finales de siglo. El punto de vista de la medicina moderna y con un profundo enfoque social de la medicina, que conoció en su período universitario, marcaría en el futuro gran parte de sus inquietudes y desvelos profesionales.
Se trasladó a Madrid para cursar sus estudios del grado de doctor. Obtuvo el título de doctor en Medicina en la Universidad Central de Madrid con una tesis dedicada a la cremación cadavérica. Se especializó en ginecología y obstetricia. Fue profesor de Clínica en la Universidad Central de Madrid.

## Aportaciones al terreno de la Higiene Escolar, Infantil, Laboral y Social
El doctor Salcedo y Ginestal fue un participante muy activo reconocido de las ideas reformistas de la educación de su época. Como miembro destacado del Movimiento Higienista mantuvo una estrecha vinculación con las ideas reformistas y transformadoras de los institucionistas y con algunos de sus máximos representantes, como fue el caso con los doctores Manuel Bartolomé Cossio y Federico Rubio y Galí. Se vinculó al movimiento por la mejora y modernización de las condiciones de vida de los niños, tanto en las escuelas como en su vida social y familiar. Participó en el prestigioso grupo higienistas que asesoró y contribuyó a hacer realidad diversos proyectos como fueron, la proliferación de las llamadas Colonias Escolares de Vacaciones, la revisión de las normas, así como, las condiciones que debían reunir las escuelas y recintos escolares para ser lugares promotores de una mejor higiene y salud personal de los niños y niñas. Se vinculó activamente a la organización de las colonias promovidas desde el Museo Pedagógico Nacional, dirigido por Cossio, siendo el doctor Salcedo uno de los médicos que procedió al estudio de las características físicas y médicas de los niños y niñas candidatos a colonos y que contribuyó a la elaboración de las hojas de registro antropológico, anatómico, fisiológico y patológico que para tal efecto había creado por el ya mencionado Cossio y por Ricardo Rubio. La misma operación se efectuaba al regreso de los colonos a sus lugares de procedencia con el fin de comprobar los cambios de salud y crecimiento antropométrico producidos por su estancia benefactora en las colonias.
Viajó de forma frecuente por diferentes países europeos, viajes de los que obtuvo un punto de vista más amplio y diverso acerca del enfoque social de la medicina, así como de los estudios y avances internacionales producidos en el terreno de la higiene escolar y social. Participó activamente  en la vida intelectual de Madrid, era asiduo de las tertulias, cátedras y conferencias que tenían lugar en el Ateneo.
Fue miembro muy activo de la ''Real Academia de Medicina de Madrid'', después llamada Real Academia Nacional de Medicina de España, muestra de ello fue que actuó como secretario adjunto en el IX Congreso Internacional de Higiene y Demografía, estando bajo su responsabilidad la dirección y redacción de su libro de actas y memorias. En dicho congreso presentó su trabajo sobre  "Las Colonias Escolares de Vacaciones en España entre 1887 a 1897"
Como médico higienista estuvo integrado en el gran esfuerzo de numerosos profesionales por lograr concienciar a las autoridades públicas y privadas, acerca de la necesidad de trabajar en la mejora de las condiciones de higiene y salud que se debían llevar a cabo, en un esfuerzo colectivo, en los diferentes planos de la vida social y laboral, pero especialmente en el terreno educativo y escolar. Lo que encontramos en las páginas del trabajo citado sobre las Colonias Escolares de Vacaciones es un canto a las virtudes y efectos saludables que suponía el encuentro de niños y niñas depauperados y faltos de salud con el medio natural y, con un ambiente pensado para fortalecer sus debilitados cuerpos con el fin de devolverles el vigor y la salud necesarios para reemprender su vida en unas mejores condiciones. Días de colonias, días de recobrar la salud, días para aumentar la fortaleza necesario para el aprendizaje escolar. Resulta de un gran interés el muy exhaustivo correlato que realiza el doctor Salcedo acerca del desarrollo de la experiencia de las colonias escolares en sus diferentes aspectos prácticos, tales como los lugares en los que se llevaban a cabo, sus características y efectos benéficos para la salud, el número de asistentes, entre otras. En la magnífica obra de las Colonias Escolares de Vacaciones no sólo participó de manera profesional en el ejercicio de la medicina, sino que también lo hizo a través de la difusión científica e intelectual, así como en su vertiente como benefactor de dicha obra. 
" Así lo han comprendido los pedagogos y aprovechando la enseñanza de sus investigaciones, han instituido las colonias colectivas fuera de la población de residencia de los escolares, dirigidas por maestros que han probado su suficiencia moral y pedagógica. Tienen sobre otras obras similares la ventaja de que en la vida de los alumnos en común se presta a ser una verdad el aseo del cuerpo y a escoger la alimentación a propósito para organismos debilitados por determinadas predisposiciones patológicas; ... la enseñanza primaria continua en vacaciones aunque de un modo limitado, por convenir así a la salud escolar. Por otra parte, los juegos en campo abierto, los baños de mar, los paseos y las excursiones, se dirigen mejor y con más aprovechamiento,...hállanse alegres, comunicativos y placenteros; aprenden jugando y distrayéndose, a la par que fortifican sus organismos; en una palabra, el influjo de las colonias en colectividad se traduce en la bienhechora progresión educativa psicofisiológica de los niños".
Otro tema de preocupación y trabajo para el doctor Salcedo y Ginestal fue el relativo a las condiciones higiénico-sanitarias que debían reunir los locales escolares. Por aquellos años, finales del siglo XIX y comienzos del XX, fue un tema de ocupación general entre pedagogos, maestros, higienistas y arquitectos entre otros profesionales. El lamentable estado de los locales y edificios en los que se desarrollaba la actividad educativa de la infancia, sobre todo de la más necesitada, era fuente de numerosos problemas higiénico-sanitarios para los escolares y un problema para poder desarrollar correctamente la tarea de los maestros. La mayoría de los locales carecían de salas bien iluminadas con luz natural, y adecuada ventilación para evitar que el aire no se hiciera irrespirable y una fuente permanente de infecciones colectivas. Faltaban aseos y los que había, en su mayor parte, se encontraban en un estado lamentable. El doctor Salcedo compartía la opinión de otros muchos profesionales acerca de la necesidad de mejorar las instalaciones y todo lo que pudiera contribuir al armónico desarrollo físico, moral y estético de los educandos, como los gimnasios, los campos de juego al aire libre, los jardines parcelados para el estudio in situ de la jardinería, la horticultura, la floricultura, la agricultura, la agrimensura o la botánica.
"Lo corriente y lo usual, lo que vemos en nuestras escuelas, sobre todo en las grandes poblaciones, es la ausencia de las más indispensables condiciones higiénicas, pues en locales pequeños hállanse hacinados los alumnos...y allí, en vez de ambiente puro que respirar, les envuelve una atmósfera mefítica, de olor sui géneris, amen de otros inconvenientes, como la carencia de intermedios de descanso recreativo al aire libre, la gimnasia y otros actos preconizados hoy, por la Pedagogía. Tales deficiencias hacen que la vida escolar resulte sedentaria, sujeta casi a la inanición durante un número determinado de horas."
El doctor Salcedo demostró una permanente preocupación sobre la mejora de las condiciones de vida de la infancia y, en general, de aquellos que padecían los embates de la pobreza o de unas condiciones laborales que ponían en grave riesgo su salud y seguridad. En el año 1904 publicó "El trabajo de las mujeres y los niños: estudio higiénico-social" , memoria que sería premiado por el Instituto Médico Valenciano. El encabezamiento de su trabajo dice "La protección de seres débiles, contra la codicia del industrialismo es obra de caridad y de justicia, y defensa de la sociedad contra el dolor y la miseria". Todo él es un alegato que pone de manifiesto que con trabajos que exigían esfuerzos superiores a las fuerzas de niños y mujeres mal alimentados y peor atendidos, trabajando en espacios reducidos, faltos de adecuada ventilación y salubridad, con condiciones que predisponía a los pequeños a enfermar y perder la salud, asó como a culminar un desarrollo sano, abocados en la mayor de las veces al raquitismo, enfermedades diversas y en gran número de ocasiones, incluso a la muerte. "Con los niños hay que mantener un especial cuidado para que las fábricas o los talleres no los puedan acoger antes de la edad en la que su cuerpo y su alma se hayan fortalecido, después de lo cual ya no será posible dar al niño la educación que le es debida".